# Classic Loire-Atlantique 2013
La 14e édition de la Classic Loire-Atlantique a eu lieu le 16 mars 2013. C'est la deuxième épreuve de la Coupe de France de cyclisme sur route 2013. L'épreuve fait partie de l'UCI Europe Tour 2013 en catégorie 1.1.

## Équipes
Classée en catégorie 1.1 de l'UCI Europe Tour, la Classic Loire-Atlantique est par conséquent ouverte aux UCI ProTeams dans la limite de 50 % des équipes participantes, aux équipes continentales professionnelles, aux équipes continentales et aux équipes nationales.
| Nom de l'équipe  | Pays   | Code |
| ---------------- | ------ | ---- |
| AG2R La Mondiale | France | ALM  |
| FDJ              | France | FDJ  |

| Nom de l'équipe         | Pays   | Code |
| ----------------------- | ------ | ---- |
| BigMat-Auber 93         | France | BIG  |
| Bridgestone Anchor      | Japon  | BGT  |
| La Pomme Marseille      | France | LPM  |
| Roubaix Lille Métropole | France | RLM  |

| Nom de l'équipe              | Pays     | Code |
| ---------------------------- | -------- | ---- |
| Accent Jobs-Wanty            | Belgique | AJW  |
| Androni Giocattoli-Venezuela | Italie   | AND  |
| Bretagne-Séché Environnement | France   | BSE  |
| Caja Rural-Seguros RGA       | Espagne  | CJR  |
| Champion System              | Chine    | CSS  |
| Cofidis                      | France   | COF  |
| Crelan-Euphony               | Belgique | CRE  |
| Europcar                     | France   | EUC  |
| IAM                          | Suisse   | IAM  |
| RusVelo                      | Russie   | RVL  |
| Sojasun                      | France   | SOJ  |
| Topsport Vlaanderen-Baloise  | Belgique | TSV  |

## Classement final
|    | Coureur            | Équipe                       |    | Temps           |
| -- | ------------------ | ---------------------------- | -- | --------------- |
| 1  | Edwig Cammaerts    | Cofidis                      | en | 4 h 50 min 41 s |
| 2  | Yauheni Hutarovich | AG2R La Mondiale             | +  | 7 s             |
| 3  | Laurent Pichon     | FDJ                          |    | 7 s             |
| 4  | Omar Bertazzo      | Androni Giocattoli-Venezuela |    | 7 s             |
| 5  | Justin Jules       | La Pomme Marseille           |    | 7 s             |
| 6  | Julien El Fares    | Sojasun                      |    | 7 s             |
| 7  | Fabien Bacquet     | BigMat-Auber 93              |    | 7 s             |
| 8  | Anthony Geslin     | FDJ                          |    | 7 s             |
| 9  | Pieter Jacobs      | Topsport Vlaanderen-Baloise  |    | 7 s             |
| 10 | Mathieu Drujon     | BigMat-Auber 93              |    | 7 s             |

## Liste des participants
| Légende | Légende                                                                   | Légende | Légende                                          |
| ------- | ------------------------------------------------------------------------- | ------- | ------------------------------------------------ |
| Num     | Dossard de départ porté par le coureur sur cette Classic Loire-Atlantique | Pos     | Position à l'arrivée de la course                |
| NP      | Indique un coureur qui n'a pas pris le départ de la course                | AB      | Indique un coureur qui n'a pas terminé la course |
| HD      | Indique un coureur qui a terminé la course hors des délais                |         |                                                  |

| Bretagne-Séché Environnement BSE | Bretagne-Séché Environnement BSE | Bretagne-Séché Environnement BSE |
| -------------------------------- | -------------------------------- | -------------------------------- |
| Num                              | Coureur                          | Pos                              |
| 1                                | Florian Vachon (FRA)             | 33e                              |
| 2                                | Jean-Marc Bideau (FRA)           | AB                               |
| 3                                | Florian Guillou (FRA)            | 56e                              |
| 4                                | Armindo Fonseca (FRA)            | AB                               |
| 5                                | Arnaud Gérard (FRA)              | 11e                              |
| 6                                | Erwann Corbel (FRA)              | AB                               |
| 7                                | Vegard Stake Laengen (NOR)       | AB                               |
| 8                                | Eduardo Sepúlveda (ARG)          | AB                               |

| La Pomme Marseille LPM | La Pomme Marseille LPM  | La Pomme Marseille LPM |
| ---------------------- | ----------------------- | ---------------------- |
| Num                    | Coureur                 | Pos                    |
| 11                     | Justin Jules (FRA)      | 5e                     |
| 12                     | Julien Antomarchi (FRA) | AB                     |
| 13                     | Yoann Paillot (FRA)     | 34e                    |
| 14                     | José Gonçalves (POR)    | 55e                    |
| 15                     | Antoine Lavieu (FRA)    | AB                     |
| 16                     | Yannick Martinez (FRA)  | 27e                    |
| 17                     | Thomas Rostollan (FRA)  | AB                     |
| 18                     | Grégoire Tarride (FRA)  | 20e                    |

| FDJ | FDJ                     | FDJ |
| --- | ----------------------- | --- |
| Num | Coureur                 | Pos |
| 21  | Pierrick Fédrigo (FRA)  | 23e |
| 22  | Anthony Geslin (FRA)    | 8e  |
| 23  | Johan Le Bon (FRA)      | 47e |
| 24  | Francis Mourey (FRA)    | 25e |
| 25  | Laurent Pichon (FRA)*   | 3e  |
| 26  | David Boucher (FRA)     | 46e |
| 27  | Dominique Rollin (CAN)  | AB  |
| 28  | Benoît Vaugrenard (FRA) | 24e |

| AG2R La Mondiale ALM | AG2R La Mondiale ALM     | AG2R La Mondiale ALM |
| -------------------- | ------------------------ | -------------------- |
| Num                  | Coureur                  | Pos                  |
| 31                   | John Gadret (FRA)        | 35e                  |
| 32                   | Gediminas Bagdonas (LTU) | AB                   |
| 33                   | Axel Domont (FRA)        | 28e                  |
| 34                   | Julian Kern (GER)        | AB                   |
| 35                   | Yauheni Hutarovich (BLR) | 2e                   |
| 36                   | Valentin Iglinskiy (KAZ) | AB                   |
| 37                   | Christophe Riblon (FRA)  | AB                   |
| 38                   | Lloyd Mondory (FRA)      | 58e                  |

| Europcar EUC | Europcar EUC              | Europcar EUC |
| ------------ | ------------------------- | ------------ |
| Num          | Coureur                   | Pos          |
| 41           | Pierre Rolland (FRA)      | AB           |
| 42           | Giovanni Bernaudeau (FRA) | AB           |
| 43           | Anthony Charteau (FRA)    | AB           |
| 44           | Christophe Kern (FRA)     | AB           |
| 45           | Cyril Gautier (FRA)       | AB           |
| 46           | Tony Hurel (FRA)          | AB           |
| 47           | Natnael Berhane (ERI)     | AB           |
| 48           | Perrig Quéméneur (FRA)    | 44e          |

| Accent Jobs-Wanty AJW | Accent Jobs-Wanty AJW   | Accent Jobs-Wanty AJW |
| --------------------- | ----------------------- | --------------------- |
| Num                   | Coureur                 | Pos                   |
| 51                    | Davy Commeyne (BEL)     | AB                    |
| 52                    | Nicolas Vogondy (FRA)   | AB                    |
| 53                    | Steven Caethoven (BEL)  | AB                    |
| 54                    | Jérôme Gilbert (BEL)    | AB                    |
| 56                    | Will Routley (CAN)      | AB                    |
| 57                    | Staf Scheirlinckx (BEL) | AB                    |
| 58                    | Jurgen Van Goolen (BEL) | AB                    |

| Sojasun SOJ | Sojasun SOJ              | Sojasun SOJ |
| ----------- | ------------------------ | ----------- |
| Num         | Coureur                  | Pos         |
| 61          | Julien El Fares (FRA)    | 6e          |
| 62          | Jérémie Galland (FRA)    | AB          |
| 63          | Fabrice Jeandesboz (FRA) | AB          |
| 64          | Christophe Laborie (FRA) | AB          |
| 65          | Jimmy Engoulvent (FRA)   | 51e         |
| 66          | Jean-Marc Marino (FRA)   | 13e         |
| 67          | Maxime Méderel (FRA)     | AB          |
| 68          | Fabien Schmidt (FRA)     | AB          |

| Androni Giocattoli-Venezuela AND | Androni Giocattoli-Venezuela AND | Androni Giocattoli-Venezuela AND |
| -------------------------------- | -------------------------------- | -------------------------------- |
| Num                              | Coureur                          | Pos                              |
| 71                               | Omar Bertazzo (ITA)              | 4e                               |
| 73                               | Giairo Ermeti (ITA)              | 17e                              |
| 74                               | Mattia Gavazzi (ITA)             | AB                               |
| 75                               | Marco Frapporti (ITA)            | AB                               |
| 76                               | Alessandro Malaguti (ITA)        | 53e                              |
| 77                               | Antonio Parrinello (ITA)         | AB                               |
| 78                               | Carlos José Ochoa (VEN)          | AB                               |

| IAM | IAM                      | IAM |
| --- | ------------------------ | --- |
| Num | Coureur                  | Pos |
| 81  | Alexandr Pliuschin (MDA) | AB  |
| 82  | Rémi Cusin (FRA)         | 19e |
| 83  | Marcel Aregger (AUT)     | 31e |
| 84  | Matthias Brändle (AUT)   | AB  |
| 85  | Matteo Pelucchi (ITA)    | AB  |
| 86  | Kristof Goddaert (BEL)   | 30e |
| 87  | Patrick Schelling (SUI)  | AB  |
| 88  | Marcel Wyss (SUI)        | AB  |

| Caja Rural-Seguros RGA CJR | Caja Rural-Seguros RGA CJR    | Caja Rural-Seguros RGA CJR |
| -------------------------- | ----------------------------- | -------------------------- |
| Num                        | Coureur                       | Pos                        |
| 91                         | Francesco Lasca (ITA)         | AB                         |
| 92                         | Javier Aramendia (ESP)        | 52e                        |
| 93                         | Rubén Fernández Andújar (ESP) | AB                         |
| 94                         | Fabricio Ferrari (URU)        | 14e                        |
| 95                         | Omar Fraile (ESP)             | 5e                         |
| 96                         | Yelko Gómez (ESP)             | AB                         |
| 97                         | Francisco Moreno (ESP)        | 43e                        |
| 98                         | Josué Moyano (ESP)            | AB                         |

| Crelan-Euphony CRE | Crelan-Euphony CRE        | Crelan-Euphony CRE |
| ------------------ | ------------------------- | ------------------ |
| Num                | Coureur                   | Pos                |
| 101                | Egidijus Juodvalkis (LTU) | AB                 |
| 102                | Joeri Bueken (BEL)        | AB                 |
| 103                | Koen Barbé (BEL)          | 39e                |
| 104                | Reinier Honig (NED)       | AB                 |
| 105                | Gilles Devillers (BEL)    | AB                 |
| 106                | Christophe Prémont (BEL)  | 41e                |
| 107                | Klaas Sys (BEL)           | AB                 |
| 108                | Maxime Vantomme (BEL)     | 40e                |

| Topsport Vlaanderen-Baloise TSV | Topsport Vlaanderen-Baloise TSV | Topsport Vlaanderen-Baloise TSV |
| ------------------------------- | ------------------------------- | ------------------------------- |
| Num                             | Coureur                         | Pos                             |
| 111                             | Arthur Vanoverberghe (BEL)      | 48e                             |
| 112                             | Kevin De Jonghe (BEL)           | AB                              |
| 113                             | Laurens De Vreese (BEL)         | 37e                             |
| 114                             | Pieter Jacobs (BEL)             | 9e                              |
| 115                             | Tom Van Asbroeck (BEL)          | 36e                             |
| 116                             | Kenneth Vanbilsen (BEL)         | AB                              |
| 117                             | Preben Van Hecke (BEL)          | 21e                             |
| 118                             | Gijs Van Hoecke (BEL)           | 49e                             |

| Champion System CSS | Champion System CSS     | Champion System CSS |
| ------------------- | ----------------------- | ------------------- |
| Num                 | Coureur                 | Pos                 |
| 121                 | Clinton Avery (NZL)     | AB                  |
| 122                 | Matthew Brammeier (IRL) | 29e                 |
| 123                 | Xu Gang (CHN)           | AB                  |
| 124                 | Ryota Nishizono (JPN)   | AB                  |
| 125                 | Jiao Pengda (CHN)       | AB                  |
| 126                 | Biao Liu (CHN)          | AB                  |
| 127                 | Ryan Roth (CAN)         | 54e                 |
| 128                 | Bobbie Traksel (NED)    | NP                  |

| RusVelo RVL | RusVelo RVL               | RusVelo RVL |
| ----------- | ------------------------- | ----------- |
| Num         | Coureur                   | Pos         |
| 131         | Alexander Mironov (RUS)   | AB          |
| 132         | Sergey Firsanov (RUS)     | AB          |
| 133         | Sergueï Klimov (RUS)      | 16e         |
| 134         | Sergey Pomoshnikov (RUS)  | AB          |
| 135         | Artem Ovechkin (RUS)      | AB          |
| 136         | Alexander Rybakov (RUS)   | AB          |
| 137         | Andrey Solomennikov (RUS) | AB          |
| 138         | Ilnur Zakarin (RUS)       | 32e         |

| Cofidis COF | Cofidis COF               | Cofidis COF |
| ----------- | ------------------------- | ----------- |
| Num         | Coureur                   | Pos         |
| 141         | Adrien Petit (FRA)        | AB          |
| 142         | Romain Zingle (BEL)       | 12e         |
| 143         | Edwig Cammaerts (BEL)     | 1er         |
| 144         | Guillaume Levarlet (FRA)* | 18e         |
| 145         | Romain Hardy (FRA)        | AB          |
| 146         | Arnaud Labbe (FRA)        | AB          |
| 147         | Jérémy Bescond (FRA)      | AB          |
| 148         | Cyril Bessy (FRA)         | 57e         |

| BigMat-Auber 93 BIG | BigMat-Auber 93 BIG       | BigMat-Auber 93 BIG |
| ------------------- | ------------------------- | ------------------- |
| Num                 | Coureur                   | Pos                 |
| 151                 | Mathieu Drujon (FRA)      | 10e                 |
| 152                 | Benoît Drujon (FRA)       | AB                  |
| 153                 | Fabien Bacquet (FRA)      | 7e                  |
| 154                 | Nicolas Bazin (FRA)       | AB                  |
| 155                 | Flavien Dassonville (FRA) | AB                  |
| 156                 | Romain Faucon (FRA)       | AB                  |
| 157                 | Steven Tronet (FRA)       | AB                  |
| 158                 | Théo Vimpère (FRA)        | 42e                 |

| Bridgestone Anchor BGT | Bridgestone Anchor BGT | Bridgestone Anchor BGT |
| ---------------------- | ---------------------- | ---------------------- |
| Num                    | Coureur                | Pos                    |
| 161                    | Damien Monier (FRA)    | AB                     |
| 162                    | Thomas Lebas (FRA)     | AB                     |
| 163                    | Vincent Canard (FRA)   | 38e                    |
| 164                    | Eiichi Hirai (JPN)     | AB                     |
| 165                    | Kazuo Inoue (JPN)      | AB                     |
| 166                    | Kenji Itami (JPN)      | AB                     |
| 167                    | Sho Hatsuyama (JPN)    | AB                     |
| 168                    | Miyataka Shimizu (JPN) | AB                     |

| Roubaix Lille Métropole RLM | Roubaix Lille Métropole RLM | Roubaix Lille Métropole RLM |
| --------------------------- | --------------------------- | --------------------------- |
| Num                         | Coureur                     | Pos                         |
| 171                         | Matthieu Boulo (FRA)        | AB                          |
| 172                         | Loïc Desriac (FRA)          | 22e                         |
| 173                         | Julien Duval (FRA)          | 26e                         |
| 174                         | Morgan Kneisky (FRA)        | AB                          |
| 175                         | Rudy Kowalski (FRA)         | AB                          |
| 176                         | Kévin Lalouette (FRA)       | AB                          |
| 177                         | Maxime Le Montagner (FRA)   | 45e                         |
| 178                         | Cyrille Patoux (FRA)        | 50e                         |

## Classement Coupe de France
À l'issue de cette épreuve, le classement de la Coupe de France 2013 provisoire est le suivant :
|    | Coureur            | Pays        | Équipe             | Points |
| -- | ------------------ | ----------- | ------------------ | ------ |
| 1  | Justin Jules       | France      | La Pomme Marseille | 68     |
| 2  | Edwig Cammaerts    | Belgique    | Cofidis            | 50     |
| 3  | Yauheni Hutarovich | Biélorussie | AG2R La Mondiale   | 35     |
| 4  | Samuel Dumoulin    | France      | AG2R La Mondiale   | 35     |
| 5  | Laurent Pichon     | France      | FDJ                | 25     |
| 6  | Thomas Damuseau    | France      | Argos-Shimano      | 25     |
| 7  | Anthony Roux       | France      | FDJ                | 20     |
| 8  | Julien El Fares    | France      | Sojasun            | 16     |
| 9  | Maxime Bouet       | France      | AG2R La Mondiale   | 16     |
| 10 | Fabien Bacquet     | France      | BigMat-Auber 93    | 14     |